# James Robert Baker
James Robert Baker (* 18. Oktober 1946 in Long Beach, Kalifornien; † 5. November 1997 in Pacific Palisades, Los Angeles, Kalifornien) war ein US-amerikanischer Drehbuchautor und Schriftsteller.
Er besuchte die UCLA und gewann den Samuel Goldwyn Writing Award.
Unter seinen Büchern sind besonders Adrenalin (unter dem Pseudonym James Dillinger) und Treibstoff (Originaltitel: Fuel-Injected Dreams) zu nennen. Das Buch weist viele Parallelen zu Phil Spector auf, der auch mit den Beatles und Tina Turner produzierte.
James Robert Baker litt unter Depressionen und hatte schwere Drogenprobleme. Er nahm sich 1997 das Leben. Einige seiner Werke wurden erst postum von seinem Lebensgefährten Ron Robertson veröffentlicht.

## Werke
- Adrenaline (1985)
- Fuel-Injected Dreams (1986)
- Boy Wonder (1988)
- Tim and Pete (1993)
- Testosterone (2000)
- Anarchy (2002)

## Hörspiele
- "Boy Wonder" (BR 1999, Regie: Leonhard Koppelmann)